# Geamăna, Anenii Noi
Geamăna este un sat în raionul Anenii Noi, Republica Moldova, reședința comunei Geamăna.
Prima atestare documentară a satului Geamăna datează din prima jumătate a secolului al XV-lea.

## Demografie
Structură etnică
     moldoveni (95,91%)
     ucraineni (0,44%)
     ruși (1,09%)
     găgăuzi (0,06%)
     bulgari (0,06%)
     români (1,15%)
     evrei (0%)
     polonezi (0%)
     țigani (1,09%)
     alte etnii / nedeclarată (0,2%)
Conform datelor recensământului din 2004, populația localității este de 3.401 locuitori, dintre care 1.715 (50,43%) bărbați și 1.686 (49,57%) femei. Structura etnică a populației în cadrul localității arată astfel:
- moldoveni — 3.262;
- ucraineni — 15;
- ruși — 37;
- găgăuzi — 2;
- bulgari — 2;
- români — 39;
- țigani — 37;
- altele / nedeclarată — 7.